# Tragédie du Struma

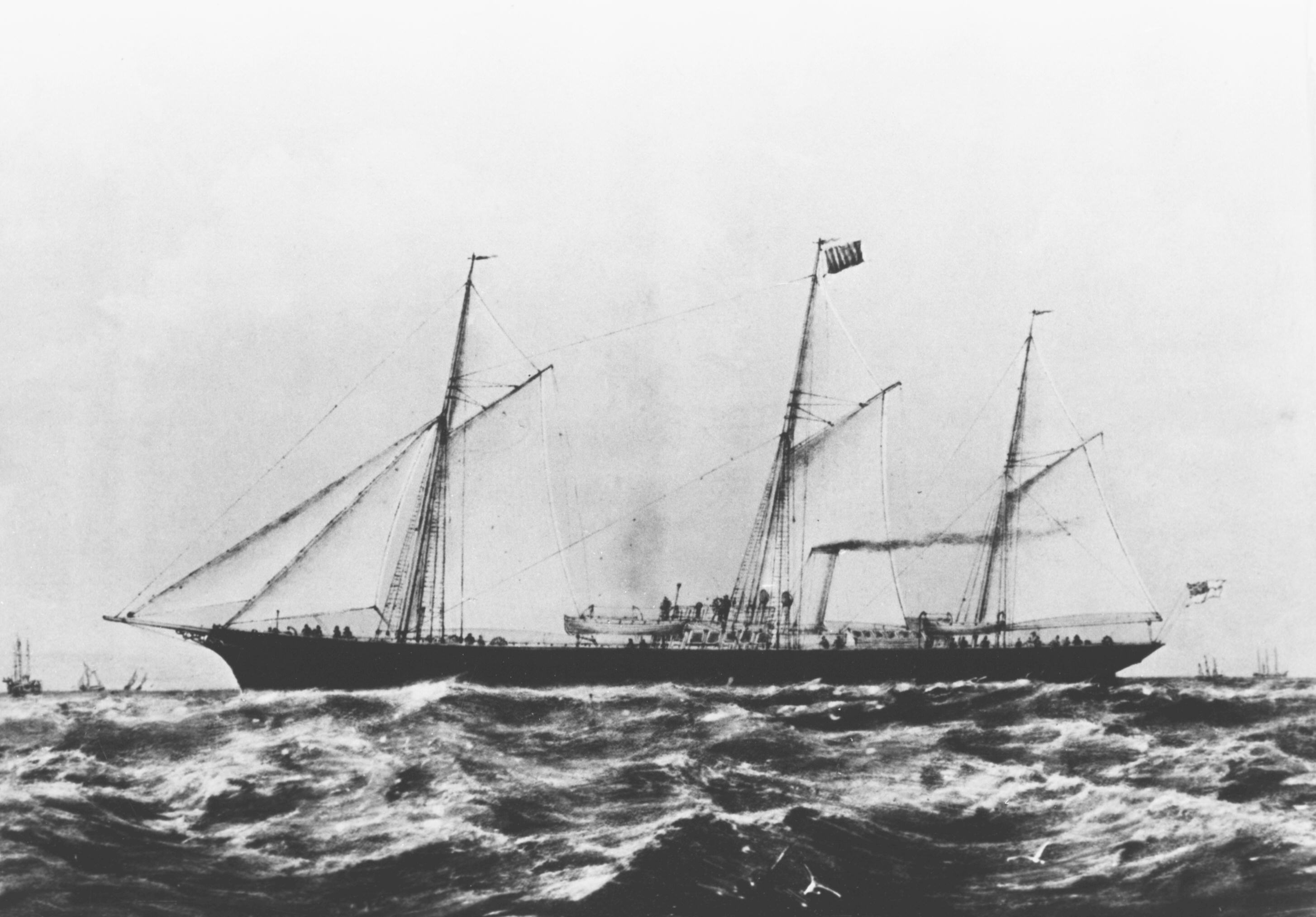
Le futur Struma lorsqu'il se nommait encore Xanthia.

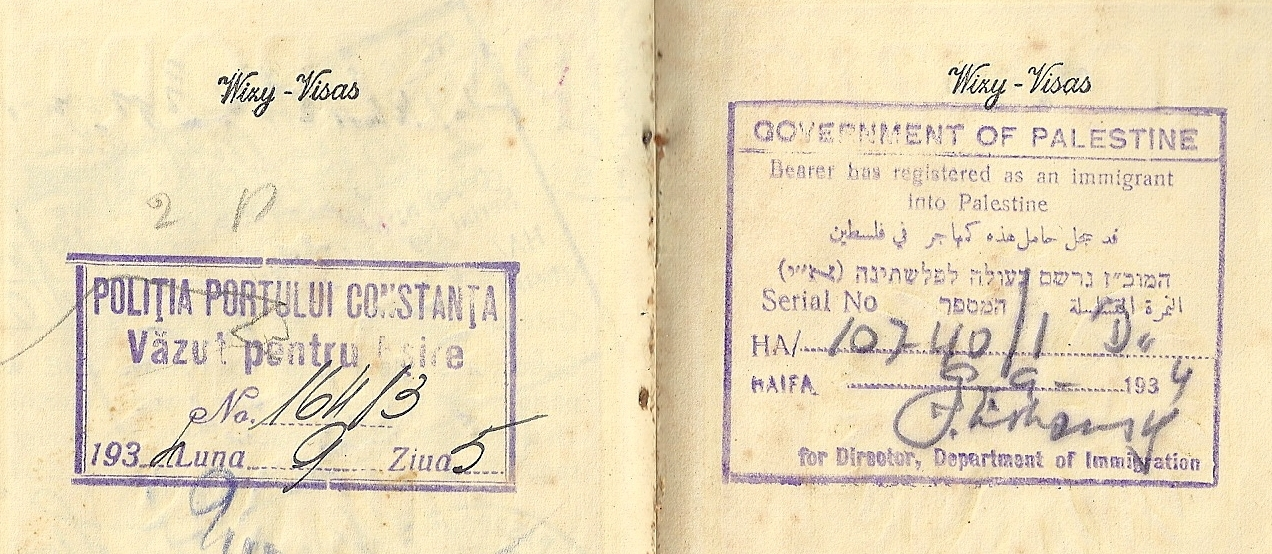
Tampons roumain de sortie et palestinien britannique d'entrée sur le passeport d'un couple de juifs polonais en alya pour rejoindre leurs enfants à Tel Aviv, 1934.

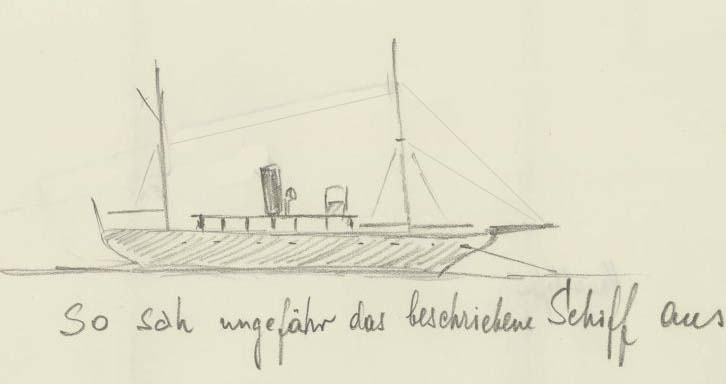
Dessin du Struma, 1937.

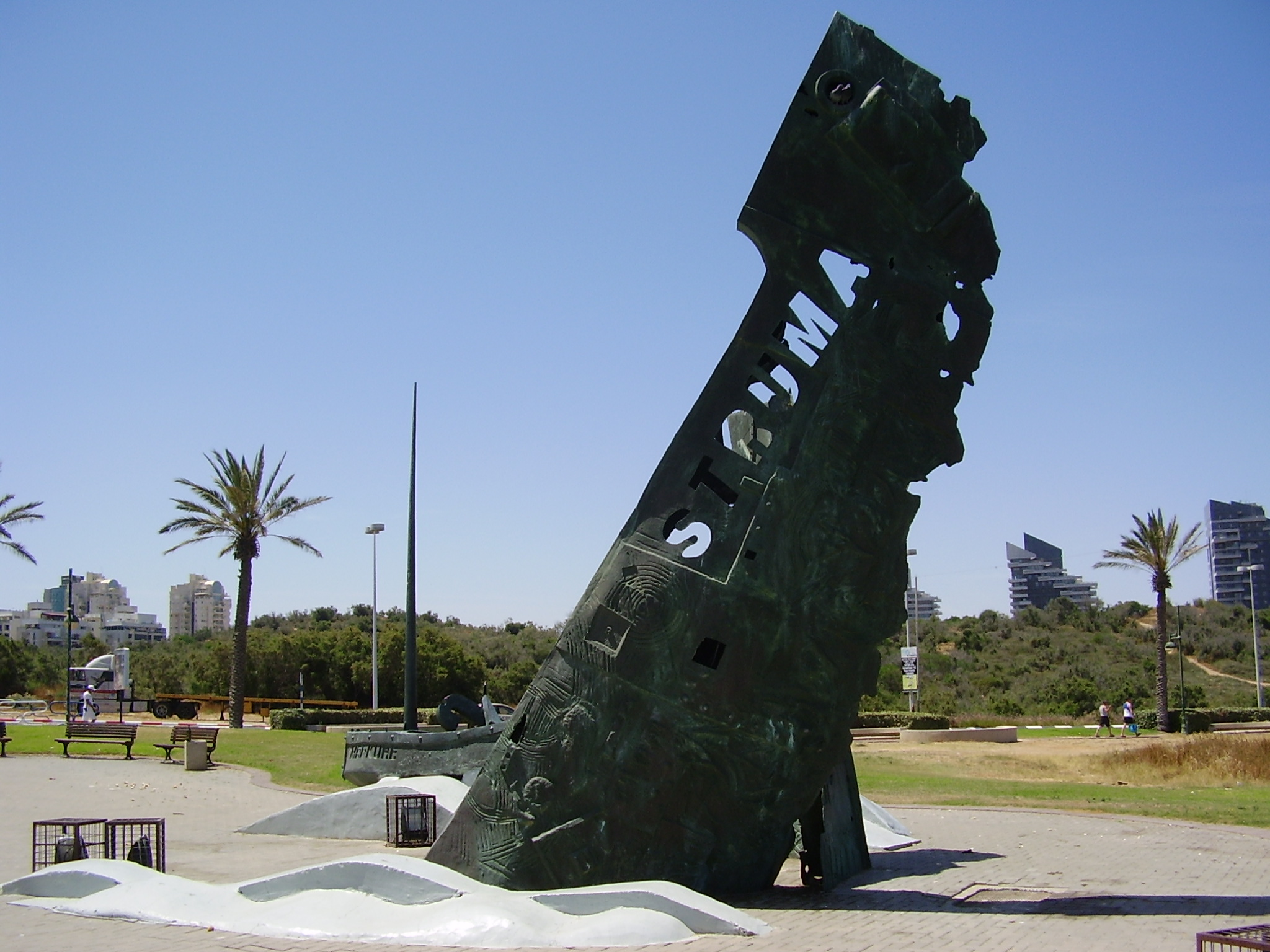
Monument aux victimes du Struma et du Mefküre à Ashdod, Israël.

La tragédie du Struma fait référence à la mort de 770 passagers et membres d'équipage du paquebot Struma, torpillé en mer Noire, après 70 jours de quarantaine absolue dans le port turc de Büyükdere, par le sous-marin soviétique ShCh-213 le 24 février 1942, au cours de la Seconde Guerre mondiale,,.

## Contexte
La situation des Juifs roumains sous le régime fasciste de Ion Antonescu est la même que dans toute l’Europe sous contrôle nazi bien que le port de l’étoile jaune ne soit pas appliqué. Des cercles humanistes, comme la loge maçonnique Étoile du Danube, œuvrent pour les soustraire aux persécutions. Par ailleurs, Wilhelm Filderman (1882-1963), président de la Fédération des communautés juives de Roumanie et ancien parlementaire, avait été un ami de jeunesse du dictateur (ils étaient devenus amis au lycée). 
Par l’intermédiaire de Filderman, Antonescu a proposé aux cercles sionistes britanniques et américains une taxe de 10 dollars par Juif autorisé à quitter la Roumanie (la population juive de Roumanie a près de 800 000 personnes), mais les Anglo-Saxons ont refusé que des associations britanniques ou américaines puissent financer un dictateur fasciste. Antonescu tolère que le Service maritime roumain, dans la direction duquel on trouve des membres de l’Étoile du Danube tels Iancu Grigorescu ou N.G. Malioğlu, puisse convoyer vers Istanbul (la Turquie étant neutre) les Juifs roumains ou réfugiés en Roumanie à condition qu’ils n’emportent pas d’objets précieux ou numéraire. En revanche, les Juifs allemands sont livrés au Troisième Reich.

## Navire
Dans ce contexte, Alya, une association sioniste de Bucarest présidée par Eugen Meisner et Samuel Leibovici, affrète la Struma pour 769 réfugiés juifs, qui envisagent de demander à Istanbul des visas pour la Palestine mandataire. Le Struma est un paquebot mixte ; initialement nommé Xanthia, il est construit à Newcastle upon Tyne en 1867 navigue sous pavillon du Panama, appartient à la compagnie grecque « Singros » et est représentée en Roumanie par les affréteurs Stefano D’Andreea et Jean Pandelis. La machine et la coque sont si vétustes que l’équipage, commandé par un bulgare d’origine ukrainienne, Grigor Timoféïevitch Garabetenko et composé de 10 personnes grecques et roumaines, dit que « seule la peinture sépare la cale de l’eau. »
Le navire de 642,36 tonnes, long de 46,40 m et large de 8,70 m, ne comporte que 10 toilettes, une infirmerie de 8 lits, une cuisine et une buanderie. Le chauffage et le système électrique sont en panne. Toutefois, Eugen Meisner et Samuel Leibovici font confiance à la compagnie « Singros », qui en février 1941 a mené à bon port environ 450 autres réfugiés à bord du Darien II, un autre navire tout aussi vétuste, du port roumain de Constanța à Haïfa.

## Avatars et quarantaine
Le 12 décembre 1941, le Struma quitte Constanța pour Istanbul. La machine tombant plusieurs fois en panne, le navire doit retourner à Constanța, repartir, et le voyage de 176 milles marins, qui dure normalement 14 heures, prend plusieurs jours. Entre-temps, les Britanniques et les Américains déclarent la guerre à la Roumanie, et le 16 décembre, lorsque le Struma arrive dans le port turc de Büyükdere, au nord du Bosphore, ses passagers sont devenus des « citoyens ennemis » aux yeux de deux pays. De ce fait, les autorités turques interdisent tout débarquement à l'exception de huit passagers qui avaient déjà obtenu à Bucarest des visas britanniques pour la Palestine et d’une femme sur le point d’accoucher. Puis, le Struma est mis en quarantaine. En dehors des soldats turcs devant garder le bateau, seules trois personnes seront autorisées à monter à bord : Simon Brod et Rifat Karako, personnalités de la communauté juive d’Istanbul, et N.G. Malioğlu, représentant du Service maritime roumain à Istanbul (et membre de l’Étoile du Danube). Même ces personnes doivent attendre dix jours pour être autorisées à distribuer aux passagers la nourriture chaude, achetée par elles grâce aux 10 000 dollars envoyés par le Comité juif américain au grand rabbinat d’Istanbul.
Avec l’aide de la Croix-Rouge, Brod, Karako et Malioğlu ravitaillent les passagers et tentent d’obtenir une solution. Ils démarchant les pays neutres, les Soviétiques et les Britanniques alors que les conditions de vie à bord se détériorent. Il y a parmi les passagers des médecins, et Malioğlu peut leur fournir des médicaments. Le 10 janvier, le capitaine Garabetenko envoie une lettre alarmée aux autorités turques et à l’ambassade britannique, et le 19 janvier, l’Agence juive demande aux autorités mandataires britanniques d’accepter ces réfugiés. Après 63 jours d’une terrible attente, le 13 février, Moshé Shertok obtient des Britanniques l’octroi de 28 titres de voyage pour les enfants âgés de 11 à 16 ans, mais les autorités turques refusent de lever la quarantaine.
Mis au courant de ce refus, les passagers du Struma pendent des deux côtés du bateau de grands draps sur lesquels ils ont écrit en grandes lettres Immigrants juifs. Ils hissent également un drapeau blanc sur lequel était écrit Sauvez-nous. Le 23 février, environ 200 policiers maritimes turcs encadrent le Struma, menacent de tirer sur quiconque tenterait de se jeter à l’eau et arrachent les draps.

## Abandon au large du paquebot désemparé, issue fatale
Les autorités portuaires ordonnent au navire d’appareiller, mais les mécaniciens sabotent la machine, désormais irréparable. La Marine turque remorque alors le Struma en mer Noire, à la sortie du Bosphore, où elle le laisse aller à la dérive. Le lendemain matin, il est torpillé par le sous-marin soviétique ShCh-213. Un seul homme, David Stoleru ou Stoliar, survivra à l'attaque suivie du naufrage.

## Suites

### Les excuses soviétiques
Après l'ouverture du Rideau de fer, la Russie présenta à Israël des excuses pour cette « tragique erreur » et affirme que le ShCh-213 a pris le Struma pour un navire allemand.

### L'épave retrouvée
En décembre 1999, l'épave du navire est retrouvée d'après les indications de David Stoliar, aux coordonnées 41°23’ N 29°13’, à une profondeur de 90 m et à 5 km au nord des rives de la Turquie. L'épave est explorée et filmée par le scaphandrier turc Levent Yüksel.

### Réactions critiques
Les anciens des organisations sionistes (Yichouv, Lehi, Irgoun) ne croient pas à une erreur, le Struma à la dérive étant un très vieux navire (âgé de 75 ans) à la silhouette très reconnaissable, et sa situation est parfaitement connue des Alliés. De plus, la Kriegsmarine allemande n’a en mer Noire qu’une vingtaine de Räumboote, une dizaine de Schnellboote et six U-boot de type IIB : rien qui ressemble au Struma. Il semble que les autorités britanniques ont fait pression sur la Turquie et sollicité l’URSS pour empêcher l’entrée en Palestine des réfugiés juifs fuyant la Shoah. Harold MacMichael, Haut-Commissaire de la Palestine mandataire, est accusé d’avoir « plus que tout autre œuvré pour empêcher l’entrée en Palestine des réfugiés du Struma ». D'ailleurs, après le naufrage, il dira : « Le destin de ces gens a été tragique, mais il n’en demeure pas moins qu’il s’agit de citoyens d’un pays en guerre contre la Grande-Bretagne venant d'un territoire sous contrôle ennemi », tandis qu’à la Chambre des Lords, Walter Guinness, qui sera assassiné en 1944 par le Lehi, déclare que « la Palestine est trop petite et déjà surpeuplée pour accueillir les trois millions de Juifs que les sionistes veulent y amener » et que « les anthropologues estiment qu’il n’y a pas de race juive pure ».
En Palestine, les Britanniques censurent la presse, mais les nouvelles de l’événement finissent par être diffusées. Tandis que le Yichouv proclame une journée de deuil, le Lehi fait circuler un tract qui déclare que seule la lutte armée contre les Britanniques peut être une riposte à la tragédie. L’Irgoun publie une affiche portant le portrait d’Harold MacMichael avec la mention « Wanted for murder »,.